# ارنست تانر
ارنست تانر (به آلمانی: Ernst Tanner) (زاده ۲۴ ژوئیه ۱۹۴۶) کارآفرین، بازرگان و مدیر ارشد اجرایی سوئیسی است، که در حال حاضر به‌عنوان مدیر عامل اجرایی و رئیس هیئت مدیره شرکت لیندت اند اشپرونگلی فعالیت می‌کند.